# Paszyn
Paszyn ist ein Dorf im Powiat Nowosądecki in Polen in der Woiwodschaft Kleinpolen. Es liegt etwa sieben Kilometer östlich von Nowy Sącz.

## Geographie
Der Ort liegt unter den Niederen Beskiden.
Die Nachbarorte sind Piątkowa im Westen, Koniuszowa im Norden, Mystków im Süden.

Das Dorf in der Gemeinde

## Geschichte
Der Ort wurde von Neusandezer Bürgern gegründet und im Jahre 1365 erstmals urkundlich erwähnt. Er gehörte damals zur Stadt Neu Sandez.
Nach der Ersten Teilung Polens kam Paszyn zum neuen Königreich Galizien und Lodomerien des habsburgischen Kaiserreichs (ab 1804).
Im Jahr 1900 hatte das Dorf in 151 Häusern 990 Einwohner, davon alle polnischsprachig und römisch-katholisch.
1918, nach dem Ende des Ersten Weltkriegs und dem Zusammenbruch der k.u.k. Monarchie, kam Paszyn zu Polen. Unterbrochen wurde dies durch die Besetzung Polens durch die Wehrmacht im Zweiten Weltkrieg, während der es zum Generalgouvernement gehörte.
Von 1975 bis 1998 gehörte Paszyn zur Woiwodschaft Nowy Sącz.

## Verkehr
Durch Paszyn verläuft die Staatsstraße DK 28, die Zator durch Nowy Sącz mit Przemyśl verbindet.